# Jules Néraud
Pour les articles homonymes, voir Néraud.
 (décembre 2018).
Jules Néraud de Vavre, né à La Châtre le 17 vendémiaire de l'an IV (9 octobre 1795) et mort le 11 avril 1855, est un botaniste français.

## Biographie
Il a été juge de paix à La Châtre, avocat puis botaniste.
Il est l'auteur de deux livres : La Botanique de l'enfance et Botanique de ma fille.
Il est connu pour être un ami de George Sand et pour son voyage dans l'hémisphère sud. George Sand en parle souvent dans son livre Lettres d'un voyageur. Dans cet ouvrage, la dame de Nohant explique pourquoi elle l'a surnommé « Le Malgache » : Je l'ai baptisé ainsi à cause des longs récits et des féeriques descriptions qu'il me faisait autrefois de l'île de Madagascar, au retour de ses grands voyages. 
Jules Néraud s'est marié avec Cephise Thabaud de Bellair, avec qui il a deux enfants : Angèle (qui se mariera avec Ernest Périgois) et Olivier. Il est l'arrière grand père de Pierre Néraud Le Mouton de Boisdeffre.

### Études
Jules Néraud a été interne au collège des oratoriens de Vendôme de 1807 à 1812 au même moment qu'Honoré de Balzac. Toutefois, la différence d'âge fait que ni l'un ni l'autre se souviendra de s'être connu. Il va ensuite faire des études de droit à Paris pendant deux années. Une fois diplômé, il devient juge de paix à La Châtre. Sa nomination déplaît à la petite bourgeoisie de La Châtre qui n'apprécie pas que la famille Néraud accède à de hautes fonctions comme elle le faisait avant la Révolution française au temps de leur seigneurie. Jules Néraud fut destitué de ses fonctions de juge de paix un an plus tard. Cela lui permet de renouer avec la botanique.

### Voyage dans l'hémisphère sud
À l'âge de 20 ans, Jules Néraud est autorisé à partir pour les Indes. Arrivé à La Rochelle, il va embarquer sur un navire qui l'emmène vers l'Île de France, Madagascar et La Réunion. Il restera de 1815 à 1819 à La Réunion pour y collecter des plantes.
En 1818, son herbier, contenant plus de 800 plantes, rejoint la collection monumentale déjà existante recensant plus de 87 000 espèces. Il va le confier à Louis de Freycinet, un géologue du XIXe siècle. Freycinet échoua son navire sur l'île Malouines et ainsi perd l'herbier.
Plusieurs fleurs et fougères portent le nom de Néraud : la neraudia, la neraudiana, la neraudium et la neraudia ovata. Après la demande de ses parents, Jules Néraud reviendra à La Châtre vers 1819 pour y revoir sa famille.

### Rencontre entre George Sand et le Malgache
Vers 1820, à son retour de son voyage dans l'Hémisphère Sud, Jules Néraud cultive dans son jardin de Vavres des fleurs et des arbres exotiques. 

« Un matin, comme je passais dans le ravin au lever du soleil, j'arrêtai le galop de mon cheval pour contempler avec admiration des fleurs éclatantes qui s'élevaient majestueusement au-dessus de la haie. C'étaient les premiers Dahlias qu'on eût vus dans notre pays et que j'eusse vus de ma vie. 
J'avais seize ans. Ô le bel âge pour aimer les fleurs ! Je descendis du cheval pour en voler une, et je repartis au galop. Soit que le Malgache, caché dans son ajoupa, eût été témoin du rapt, soit qu'un ami indiscret lui dévoilât mon crime, il m'envoya, bientôt après, des caïeux de dahlias que je plantai dans mon jardin, et c'est de là que date notre connaissance, mais non pas notre amitié ; nous n'eûmes occasion de nous voir que plusieurs années après. »

— George Sand, Lettres d'un voyageur VI

### Opinions politiques
Lors de l'été 1830, alors que la révolution s'annonçait à Paris, Jules Néraud constitua une garde nationale qui compta une centaine de volontaires ; ils défilaient, cocarde tricolore sur l'épaule en chantant des hymnes séditieux. Si comme l'annonçaient de méchantes langues, un régiment royaliste devait descendre de Bourges à La Châtre, il serait accueilli à coups de fusil.

## Publications
- Botanique de ma fille, revue et complétée par Jean Macé, éditions Hetzel lire en ligne sur Gallica
- La Botanique de l’enfance, préface de George Sand, Lausanne, George Bridel, 1847